# Malîșivka, Kozeatîn
Malîșivka (în ucraineană Малишівка) este un sat în comuna Iosîpivka din raionul Kozeatîn, regiunea Vinnița, Ucraina.

## Demografie
Componența lingvistică a localității Malîșivka
     Ucraineană (98,44%)
     Rusă (1,56%)
Conform recensământului din 2001, majoritatea populației localității Malîșivka era vorbitoare de ucraineană (98,44%), existând în minoritate și vorbitori de rusă (1,56%).